# Smell of a Friend
| Recensione | Giudizio |
| ---------- | -------- |
| AllMusic   |          |

 Smell of a Friend  è l'unico album in studio del gruppo musicale The Lodge, pubblicato nel 1988 dalla Resurgence Records. Si tratta di una prosecuzione dell'esperienza di Kew. Rhone., lavoro pubblicato dai fondatori della band John Greaves (ex Henry Cow) e Peter Blegvad (ex Slapp Happy) nel 1977. Infatti le due opere condividono non solo la suddivisione nella composizione dei brani (Greaves si dedicò alla musica, mentre Blegvad ai testi), ma anche la corista Lisa Herman come musicista addizionale.

## Tracce
Tutte le tracce composte da John Greaves (musica) e Peter Blegvad (lirica)
1. Solitary - 4:19
2. The Song - 4:52
3. Not All Fathers - 5:34
4. Smell of a Friend - 7:14
5. Match Girl - 6:12
6. Swelling Valley - 3:34
7. Old Man's Mood - 3:06
8. Milk - 4:52

## Formazione

### The Lodge
- Kristoffer Blegvad: voce
- Jakko M. Jakszyk: chitarra, flauto traverso
- Peter Blegvad: chitarra
- John Greaves: basso elettrico, tastiere
- Anton Fier: batteria

### Musicisti addizionali
- Lisa Herman: coro
- Deborah Berg: coro
- Jane Edwards: coro
- Michael Blair: percussioni
- Gary Windo: sassofono tenore
- Chris Botti: tromba
- David Hofstra: basso elettrico